# Sílvia Fernandes
Sílvia Fernandes da Silva Telesi (São Paulo, 1953) é uma teórica, crítica teatral, e professora brasileira, atualmente leciona na Universidade de São Paulo USP, especialista no estudo da vanguarda teatral brasileira.

## Antecedentes
Formada pela Escola de Comunicações e Artes da Universidade de São Paulo em 1978, foi participante do Idart, atual Divisão de Pesquisas do Centro Cultural São Paulo, entre os anos de 1978 a 1991, onde se destacou pelas suas pesquisas no teatro paulista.
Sua primeira publicação é Sobre o Trabalho do Ator, junto com Mauro Meiches, onde investiga a arte e a técnica de profissionais de várias gerações, em 1985. Foi professora de história do teatro na Universidade Estadual de Campinas, em 1998, muda-se para a ECA USP onde leciona dramaturgia e história do teatro.
Em 1995 publica, em parceria com Jacó Guinsburg e Antônio Mercado, Antonin Artaud - Linguagem e Vida. Em 1996, com seu trabalho Gerald Thomas - Memória & Invenção, fruto de seu doutoramento, eleva-se ao primeiro plano entre os teóricos e pesquisadores brasileiros. Colabora, igualmente, para a publicação de Gerald Thomas, Um Encenador de Si Mesmo, reunião de textos do polêmico diretor, pela Editora Perspectiva.
Realiza pesquisa de livre docência em 2007 sobre o trabalho da companhia de Teatro da Vertigem.

## Publicações
- (Org.) Antonin Artaud: Linguagem e Vida. São Paulo: Perspectiva, 1995. com J. Guinsburg e Antonio Mercado.
- Memória e Invenção: Gerald Thomas em Cena. Editôra Perspectiva. 1996.
- (Org.) Um Encenador de si Mesmo: Gerald Thomas. Editora Perspectiva. 1996. Junto com J. Guinsburg.
- Grupos Teatrais anos 70. Editôra Unicamp. 2000, ISBN 8526805053
- (Org.). Teatro da Vertigem. BR-3. São Paulo: Perspectiva, 2006. 152 p.
- Sobre o trabalho do ator. São Paulo: Perspectiva, 2007. com Mauro Meiches.
- (Org.). Grupo Pod Minoga. A arte de brincar no palco sem pedir licença. São Paulo: Editora do SESC, 2008. v. 1. 223 p.
- (Org.) O Pós-Dramático. São Paulo: Perspectiva, 2009. Junto com J. Guinsburg.
- Teatralidades Contemporâneas. São Paulo: Perspectiva, 2016.